# 6102 Visby
6102 Visby là một tiểu hành tinh vành đai chính với chu kỳ quỹ đạo là 1532.0615152 ngày (4.19 năm).
Nó được phát hiện ngày 21 tháng 3 năm 1993.